# 高橋美徳
高橋 美徳（たかはし よしのり、1939年4月26日 - 2018年5月23日）は、日本のプロボクサー・プロボクシング・トレーナー経験者、プロモーターである。青森県黒石市出身。現役時代は三迫ボクシングジム所属。階級はウェルター級、2017年3月まで国際ボクシングスポーツジム会長、東日本ボクシング協会副会長兼事務局長も務めた。

## 来歴
青森商業高校では1957年全日本高校選手権ライト級で優勝。
法政大学でも1961年、全日本大学ウェルター級優勝。
同年、三迫ジムに入門し、8月1日の奥山利夫戦でプロデビュー。
2戦目にKO負けを経験したが、その後は17連勝をマークする。
1963年3月9日、ウェルター級の世界ランク入り目指してアメリカの強豪ガーランド・ランドールと対決したが、2回KOに敗れた。
1963年8月26日、渡辺亮とのOBF東洋ウェルター級王座決定戦を判定で制し王座獲得。
1964年1月4日、エディ・パーキンスが持つWBA・WBC世界ジュニアウェルター級王座に挑戦。死闘の末13RKOを喫し敗退。
同年5月8日、エリセオ・アランダを相手にOBF王座の初防衛に挑むが、4RKOで防衛失敗。
1964年9月24日のラリー・フェルナンド戦を最後に網膜剥離で引退。
三迫ジム・トレーナー経て1971年4月1日、国際ボクシングスポーツジムを設立。ロイヤル小林・高校及び大学の後輩でもあるレパード玉熊・セレス小林の3人の世界王者を輩出した。

## 戦績
- 30戦26勝（11KO）4敗